# 思渠镇
思渠镇，是中华人民共和国贵州省铜仁市沿河土家族自治县下辖的一个乡镇级行政单位。

## 行政区划
思渠镇下辖以下地区：
渡江村、池江村、雄山村、荷叶村、院山村、光荣村、瑞石坪村、平江村、洞仙村、思渠村、高山村、一口刀村、马福元村、前锋村、民主村、边疆村、杨楠村、华元村、蛟溪村、红岩村、大阡村、下庄村、上庄村、幸元村、塘堡村、沙堡村、斯毛村和和星村。

## 中国传统村落
2013年8月，荷叶村被评为第二批中国传统村落。